# Liste deutschsprachiger Schlagermusiker
In der Liste deutschsprachiger Schlagermusiker werden Interpreten des deutschen Schlagers wie Schlagersänger, Schlagersängerinnen, Schlagerduos und -trios, Bands und Gruppen beginnend von der Zeit vor dem Ersten Weltkrieg bis heute aufgeführt. Außerdem werden neben den Interpreten auch Komponisten und Texter von deutschen Schlagern aus dem gleichen Zeitraum aufgelistet.
Eine klare Trennung zwischen dem herkömmlichen Schlagerinterpreten der Vergangenheit und den heutigen Interpreten von sogenannten volkstümlichen Schlagern ist oft nicht möglich. Deswegen stehen hier auch Personen, die eigentlich der schlagerähnlichen Volksmusik zuzuordnen sind und dennoch auch mitunter Schlager im klassischen Sinne singen oder sangen.
Für die Einordnung in diese Liste ist nicht der Musikstil entscheidend, da der Schlager sich nicht auf bestimmte Musikrichtungen beschränken und einordnen lässt. Die für die jeweiligen Schlager verwendeten Musikstile wie Operettenmelodien, Swing, Jazz, Rock ’n’ Roll, Beat, Neue Deutsche Welle, Rock und andere richten sich auch nach dem jeweiligen hauptsächlichen musikalischen Zeitgeschmack in der Zeit der Entstehung des jeweiligen Schlagers. Auch Liedermacher sind in der folgenden Auflistung eingeordnet. Das Kriterium für die Aufnahme in diese Liste ist also nicht eine Ein- oder Aussortierung von bestimmten Musikgenres, sondern dass die Interpreten in Deutsch singen.
Der zweite Teil des Künstlernamens wird wie ein Nachname behandelt und dementsprechend sortiert.

## A
- Adam & Eve †
- Adam und die Micky’s, Dieter Adam †
- Adamo
- Ines Adler
- Mia Aegerter
- Markus Agosti
- Brigitte Ahrens
- Hans Albers †
- Peter Albert †
- Gaby Albrecht
- Peter Alexander †
- Alexandra †
- Daniela Alfinito
- Alicia Melina
- Allessa
- Almklausi
- Amadeus August †
- Rosemarie Ambé †
- Irene Ambrus †
- Chiara D’Amico
- Die Amigos
- Andrea Andergast
- Maria Andergast †
- Christian Anders
- Thomas Anders
- Elga Andersen †
- Lale Andersen †
- G. G. Anderson
- Lena Andersson
- Franco Andolfo †
- Wolfgang André → Wolfgang Arnold
- Kathrin Andrée
- Chris Andrews
- Nino de Angelo
- Ann & Andy
- Anna-Lena †
- Anne-Karin
- Antoine
- Antonia aus Tirol / Antonja
- Ross Antony
- Bernd Apitz
- Rick Arena
- Uwe Arkuszewski †
- Chris Arland
- Maxi Arland
- Wolfgang Arnold
- Hanna Aroni
- Werner Art
- Norman Ascot
- Fips Asmussen †
- Monica Aspelund
- Lys Assia †
- Eva Astor †
- Tom Astor
- Hannelore Auer †
- Auge Gottes → Das Auge Gottes
- Slavko Avsenik †
- Julia Axen †
- Bob Azzam †

## B
- Roland B. → Roland Bausert
- Alice Babs †
- Kristina Bach
- Heidi Bachert †
- Vivi Bach †
- Biggi Bachmann
- Gus Backus †
- Hans-Jürgen Bäumler
- Gaby Baginsky
- Marco Bakker
- Hugo Egon Balder
- Chris Baldo †
- Babsi Balou
- Irma Baltuttis †
- Bruno Balz †
- Bambus-Klaus †
- Mona Baptiste †
- Biggi Bardot
- Rosy Barsony †
- Beate Barwandt †
- Cenk Başoğlu
- Frans Bauer
- Uschi Bauer
- Ludwig Baumann
- Klaus Baumgart
- Jörg Bausch
- Inka Bause
- Roland Bausert
- Rüdiger Bayer
- Thommie Bayer
- Beate
- The Beatles
- Beatles Revival Band
- Gilbert Bécaud †
- Franz Beckenbauer †
- Axel Becker †
- Markus Becker
- Hans Fritz Beckmann †
- Bert Beel
- Adelheid Behr †
- Annegret Behrend
- Peter Beil †
- Belina †
- Andrea Belmonte
- Belsy
- Pete Wyoming Bender †
- Ralf Bendix †
- Oliver Bendt
- Benny
- Karl Berbuer †
- Andrea Berg
- Jörg Maria Berg †
- Melitta Berg
- Tanja Berg
- Linda Bergen
- Albin Berger
- Cindy Berger
- Gaby Berger
- Hansi Berger
- Olaf Berger
- Senta Berger
- Lars Berghagen †
- Verena Bergmann
- Ute Berling
- Luigi Bernauer †
- Fred Bertelmann †
- Rainer Bertram †
- Elke Best
- Hans-Jürgen Beyer
- Bianca
- Erni Bieler †
- Bierkapitän
- Big Mouth & Little Eve
- Biermösl Blosn
- Bino †
- Birthe
- Roy Black †
- Bläck Fööss
- Roberto Blanco
- Blue Capris
- Blue Diamonds †
- Hans Blum †
- Bobbejaan †
- Werner Bochmann †
- Mirja Boes
- Dennis Bogner
- Jens Bogner
- Volkmar Böhm †
- Werner Böhm †
- Christoff De Bolle
- Graham Bonney
- Pat Boone
- Andy Borg
- Sheila Borg †
- Curd Borkmann †
- Guido Born
- Botho-Lucas-Chor
- Gerd Böttcher †
- bots
- Boy
- Jacqueline Boyer
- Inge Brandenburg †
- Will Brandes †
- Ruth Brandin
- Mike Brant †
- Helga Brauer †
- Freddy Breck †
- Uta Bresan
- Pierre Brice †
- Bernhard Brink
- Dieter Brink
- Fredy Brock †
- Corry Brokken †
- Brot und Salz
- Peggy Brown
- Hendrik Bruch †
- Inge Brück
- Leonie Brückner
- Mia Julia Brückner
- Heidi Brühl †
- Lothar Brühne †
- Christian Bruhn
- Brunner & Brunner
- Julia Buchner
- Buddy
- Jens Büchner †
- Lorenz Büffel
- Bernward Büker Bande
- Bully Buhlan †
- Anita Burck
- Lou van Burg †
- Jane Burnett
- Dirk Busch
- Ernst Busch †
- Uwe Busse

## C
- Die Cappuccinos
- Jolina Carl
- René Carol †
- Howard Carpendale
- Matthias Carras †
- Rudi Carrell †
- Andrew Carrington
- Vittorio Casagrande †
- Marianne Cathomen
- Toni Cavana †
- Ralf Cerne
- Emy Cesaroni
- Chantal
- Charly
- Horst Chmela †
- Michaela Christ
- Christian
- Dennie Christian
- Gerd Christian
- Claudia Christina †
- Christine
- Christoff → Christoff De Bolle
- Christopher und Michael
- Roger Cicero †
- Cindy & Bert
- Gigliola Cinquetti
- Marc Claasen
- Bonny St.Claire
- Petula Clark
- Arno Clauss †
- Die Clo-Shas
- Bernd Clüver †
- Alma Cogan †
- Ina Colada
- Comedian Harmonists †
- Conny → Cornelia Froboess
- Conny & Jean
- Eddie Constantine
- Laura del Conte
- Cora
- Costa Cordalis †
- Lucas Cordalis
- Peter Cornelius
- Carmela Corren †
- Oliver Corvino
- Jim Cowler †
- Ben Cramer
- Daffi Cramer
- Werner Cyprys †

## D
- Fanny Daal
- Henk van Daam
- Dagobert
- Dalida †
- Karl Dall †
- Daniela
- Das Auge Gottes
- Joe Dassin †
- Julian David
- Shirin David
- Doris Day †
- Franz Josef Degenhardt †
- Diether Dehm
- Gjon Delhusa
- Doddy Delissen †
- Rita Deneve †
- Carina Dengler
- Denise
- Claudio Deri
- Ina Deter
- Elisabeth Deuringer † → Geschwister Hofmann (1950er Jahre)
- Rica Déus
- Drafi Deutscher †
- Blue Diamonds †
- Die Braut haut ins Auge
- Ursula van Diemen †
- Marlene Dietrich †
- Georges Dimou †
- Sacha Distel †
- DJ Aaron
- DJ Pierre
- DJ Ötzi
- Trea Dobbs
- Gina Dobra †
- Jürgen Dönges †
- Kay Dörfel
- Chris Doerk
- Nicki Doff
- Hanna Dölitsch
- Dominique → Isoldé Elchlepp
- Daisy Door
- Susi Dorée †
- Betty Dorsey †
- Dorthe → Dorthe Kollo
- Suzanne Doucet
- Jürgen Drews
- Simone Drexel
- Anke Dreyer
- Dschinghis Khan
- Arno Dübel †
- Angèle Durand †
- Frank Duval
- Maria Duval

## E
- Gerhard Ebeler †
- Susan Ebrahimi
- Katja Ebstein
- Echo-Echo
- Wolfgang Edenharder
- Austin Egen †
- Beatrice Egli
- Heinz Egon → Austin Egen
- Eichblatt
- Hartmut Eichler †
- Eileen
- Annemarie Eilfeld
- Alf Ekberg
- Isoldé Elchlepp
- Cindy Ellis †
- Mark Ellis
- Kurt Elsasser
- Elster Silberflug
- Laura van den Elzen
- Emilio
- Emma und Orje
- Ella Endlich
- Detlef Engel †
- Engelbert
- Engelbrecht
- Sarah Engels
- Bela Erny
- Nikolaus Esche
- Margot Eskens †
- Eva-Maria
- Eva-Maria Hagen †
- Express

## F
- Monique Falk
- Fantasy
- Frank Farian †
- Helga Feddersen † und Didi Hallervorden
- Ina-Maria Federowski †
- FEE
- Camillo Felgen †
- Felix de Luxe
- Paola Felix
- Linda Feller
- Kurt Feltz †
- Tommy Fenske
- Fernando Express
- Fredl Fesl †
- Die fidelen Mölltaler
- Fiedel Michel
- Wolfgang Fierek
- Figo
- Larry Finnegan †
- Helene Fischer
- Kai Fischer
- Veronika Fischer
- Sabine Fischmann
- Die Five Tops
- Flaming Bess
- Joy Fleming †
- Die Flippers
- Kaplan Flury †
- Flying Lesbians
- Fokker
- Frank Forster †
- Tom Forster
- Silvio Francesco †
- Connie Francis †
- Lars Frank
- Oliver Frank †
- Christian Franke
- Renée Franke †
- Peter Frankenfeld †
- Frankensima
- Franziska
- Dagmar Frederic
- Ute Freudenberg
- Petra Frey
- Margot Friedländer †
- Alexandra Friedmann
- Thomas Fritsch †
- Maja Catrin Fritsche
- Cornelia Froboess
- Fred Frohberg †
- Bianca Fuchs
- Michel Fugain
- Margret Fürer †

## G
- Andreas Gabalier
- Elisa Gabbai †
- Gunter Gabriel †
- Galant
- France Gall †
- Peter Garden †
- Art Garfunkel Jr.
- Heino Gaze †
- Günter Geißler †
- Dagmar Gelbke
- Ute Geller
- Danyel Gérard
- Richard Germer †
- Gerd Michaelis Chor, Gerd Michaelis †
- Heinz Gietz †
- Robert Gilbert †
- Rex Gildo †
- Gilla
- Gitte → Gitte Hænning
- Gitti und Erika
- Uschi Glas
- Rudi Godden †
- Godewind
- Ekkehard Göpelt †
- Die Goldenen Zitronen
- Karel Gott †
- Elfi Graf
- Ingo Graf
- Wolfgang Graf
- Rocco Granata
- Monika Grimm
- Herbert Grönemeyer
- Anneke Grönloh †
- Franz Grothe †
- Fritz Grünbaum †
- Alfred Grünwald †
- Nana Gualdi †
- Günter-Kallmann-Chor → Günter Kallmann †
- Gunvor
- Gutsche und Goy

## H
- Romy Haag
- Nico Haak †
- Gitte Hænning
- Xandra Hag
- Willy Hagara †
- Nina Hagen
- Helga Hahnemann †
- Liane Haid †
- Oliver Haidt
- Anne Haigis
- Magda Hain †
- Mary Halfkath
- Stefan Hallberg
- Hanne Haller †
- Michael Hansen †
- Ann-Louise Hanson
- Haide Hansson
- Günter Hapke †
- Françoise Hardy †
- Harmony Four
- Jürgen Hart †
- Erwin Hartung †
- Hans Hartz †
- Lilian Harvey †
- Astrid Harzbecker
- Hans Hass jr. †
- Peter Haupt
- Ofra Haza †
- Heidi
- Joey Heindle
- Hauff und Henkler
- Dieter Thomas Heck †
- Wilhelm Heckmann †
- Johannes Heesters †
- Michael von der Heide
- Rose-Marie Heimerdinger
- Heino
- Heintje
- Heinz Hellmer → Monique Falk
- Maria † und Margot Hellwig
- Bert Hendrix †
- Sonny Hennig †
- Horst-Heinz Henning †
- Olaf Henning
- Friedel Hensch und die Cyprys †
- Hep Stars
- Herne 3
- Ted Herold †
- Trude Herr †
- Herrchens Frauchen
- Eberhard Hertel †
- Stefanie Hertel
- Katharina Herz
- Monika Herz
- Ingrid Herzog
- Linda Hesse
- Trude Hesterberg †
- Werner Richard Heymann †
- Sascha Heyna
- Hias †
- Charlie Hickman †
- Margot Hielscher †
- Jonny Hill
- Die Hinichen
- Peter Hinnen
- Hansi Hinterseer
- Steffi Hinz
- Will Höhne †
- Die Höhner
- Hoffmann & Hoffmann; Günther Hoffmann †
- Guido Hoffmann
- Anita Hofmann
- Alexandra Hofmann
- Geschwister Hofmann / Anita & Alexandra Hofmann
- Geschwister Hofmann (1950er Jahre)
- Peter Hofmann †
- Tony Holiday †
- Bianca Holl
- Friedrich Hollaender †
- Andreas Holm
- Michael Holm
- Natalie Holzner
- Wyn Hoop
- Andrea Horn
- Guildo Horn
- The Hornettes
- Chris Howland †
- Hurra Deutschland Band
- Hubert
- Ikke Hüftgold
- Hula Hawaiian Quartett
- Engelbert Humperdinck → Engelbert

## I
- Ibo †
- Peter Igelhoff †
- Julio Iglesias
- Ihre Kinder
- Ilan und Ilanit
- Bata Illic
- Margrit Imlau
- Iren Indra
- Inga und Wolf; Inga †
- Siw Inger
- INKA → Inka Bause
- Ingo Insterburg †
- Isartaler Hexen
- Takeo Ischi
- Eva-Maria Ihloff

## J
- Wanda Jackson
- Jacob Sisters
- Christian Jährig
- James Brothers
- Jan & Kjeld; Kjeld †
- Michael Jary †
- Jawoll; Kornelia Scholz †
- Jean-Jacque
- Uwe Jensen
- Sven Jenssen †
- Mel Jersey
- Jessy
- John
- Bibi Johns
- Tanja Jonak
- Eloy de Jong
- Francine Jordi
- Judith und Mel
- Claudia Jung
- Andrea Jürgens †
- Curd Jürgens †
- Jenny Jürgens
- Udo Jürgens †
- Walter Jurmann †

## K
- Roland Kaiser
- Franz K.
- Heidi Kabel †
- Bernd Kaczmarek
- Thomas Kagermann
- Hubert Kah
- Nikolaus Kalita
- Günter Kallmann †
- Armin Kämpf †
- Helga Kanies
- Kastelruther Spatzen
- Katja
- Robert Katscher †
- Greetje Kauffeld
- Mara Kayser
- Lonny Kellner †
- Maite Kelly
- Tina Kemp
- Heidi Kempa
- Tommy Kent †
- Hape Kerkeling
- Renate Kern †
- Britt Kersten
- Uschi Kessler
- Alfie Khan
- Knut Kiesewetter †
- Sigrun Kiesewetter †
- Kilima Hawaiians
- Marika Kilius
- Karina Kim
- Kirmes-Karussell
- Die Kirmesmusikanten
- Reiner Kirsten
- Kirsti
- Barbara Kist †
- Dietrich Kittner †
- Klaus und Klaus
- Klaus und Peter
- Luna Klee
- Anton Klopotek → Wolfgang Arnold
- Marco Kloss
- Klubbb3
- Gabriele Kluge
- Hildegard Knef †
- Gerd Knesel †
- Johanna von Koczian †
- Marita Köllner (Et Fussich Julche)
- Dagmar Koller
- Marina Koller
- Dorthe Kollo
- Sabine Kopera
- Heinz Korn †
- Kraftwerk
- Su Kramer
- Peter Kraus
- Mickie Krause
- Peter Kreuder †
- Hanne Krogh
- Krügers Nationalpark → Ulf Krüger Band
- Manfred Krug †
- Mike Krüger
- Daniel Küblböck †
- Dieter Thomas Kuhn
- Paul Kuhn †
- Evelyn Künneke †
- Willy Kuhweide
- Heinz Rudolf Kunze
- Petra Kusch-Lück

## L
- Aurora Lacasa
- Die Ladies
- Klaus Lage
- Christian Lais
- Reinhard Lakomy †
- Franzl Lang †
- Hans Lang †
- Norman Langen
- Lara
- Michael Larsen
- Tanja Lasch
- Giorgia Lauda
- Martin Lauer †
- Josef Laufer †
- Daliah Lavi †
- Zarah Leander †
- Leo Leandros
- Vicky Leandros
- Volker Lechtenbrink †
- Leinemann
- Die Leineweber
- Renate und Werner Leismann †
- Uwe Lenz
- Leon
- Leonard
- Lerryn → Diether Dehm
- Liane
- Sonia Liebing
- Liliane
- Lilibert †
- Lill-Babs †
- Paul Lincke †
- Gitta Lind †
- Robby Lind †
- Stephanie Lindbergh
- Anita Lindblom †
- Wilhelm Lindemann †
- Udo Lindenberg
- Lill Lindfors
- Patrick Lindner
- Vivian Lindt
- Wiebke Ling → Biggi Bachmann
- Theo Lingen †
- Wolfgang Lippert
- Liesbeth List †
- Nina Lizell
- Carla Lodders
- Fritz Löhner-Beda †
- Johnny Logan
- Lolita †
- Die Lollipops
- Sarah Lombardi → Sarah Engels
- Daniel Lopes
- Love Generation
- Bruce Low †
- Botho-Lucas-Chor, Botho Lucas †
- Thomas Lück †
- Frank Lukas
- Lulu
- Monika Lundi †
- Andy Luxx
- Vera Lynn †

## M
- Theo Mackeben †
- Maggie Mae †
- Marion Maerz
- Peter Maffay
- Vanessa Mai
- Michael Maien
- Mak-Les Sœurs
- Jimmy Makulis †
- Malepartus II.
- Liselotte Malkowsky †
- Lil Malmkvist
- Siw Malmkvist
- Pia Malo
- Olaf Malolepski
- Ruby Manila
- Angelika Mann
- Dany Mann †
- Martin Mann
- Manuela †
- Peggy March
- Jürgen Marcus †
- Gisela Marell
- Margit P.
- Charlotte Marian
- Marianne und Michael
- Imca Marina
- Danny Marino †
- Mariona
- Marie-Luise Marjan
- Markus
- Jayne Mansfield †
- Arnold Marquis †
- Tony Marshall †
- Ina Martell
- Elke Martens
- Andreas Martin
- Monika Martin
- Nina Martin
- Ulli Martin
- Marina Marx
- Mary und Gordy
- Gabriella Massa
- Fritzi Massary †
- Mireille Mathieu
- Corinna May
- Hans May †
- Michaela May
- Tanja May
- Henry Mayer †
- Maywood
- Erich Meder †
- Medium-Terzett
- Meier & die Geier → Echo-Echo
- Mekado
- Marianne Mendt
- Franziska Menke (Frl. Menke)
- Achim Mentzel †
- Melina Mercouri †
- Kim Merz
- Mandy Mettbach
- Mia Julia → Mia Julia Brückner
- Anne Michaelis
- Michelangelo
- Michelle
- Jody Miller †
- Ray Miller †
- Millie †
- Willy Millowitsch †
- Angelika Milster
- Milva †
- Mina
- Minnesänger
- Billy Mo †
- Mister Fisto
- Mocedades
- Möhre → Mirja Boes
- Gerti Möller
- Olivia Molina
- Monitor
- Montezuma
- Stella Mooney
- Monica Morell †
- Michael Morgan
- Giorgio Moroder
- Ernst Mosch †
- Rudolph Moshammer †
- Georg Moslener
- Nana Mouskouri
- Stefan Mross
- Muck → Hartmut Schulze-Gerlach
- Maria Mucke †
- Gerd Müller †
- Münchener Freiheit
- Musikapostel
- Wencke Myhre

## N
- Kurt Nachmann †
- Xavier Naidoo
- Melissa Naschenweng
- Václav Neckář und die Bazillen
- Louis Neefs †
- Leila Negra †
- Nena
- Kevin Neon
- Roland Neudert
- Olivia Newton-John †
- Rob de Neys
- Nic
- Nickerbocker & Biene
- Nicki
- Nicki → Nicki Doff
- Nicole
- Nighttrain
- Nik P.
- Nilsen Brothers
- Nina & Mike †
- Nockalm Quintett / Nockis
- Nora Nova †
- Nora Louisa
- Ulla Norden †

## O
- Oberkrainer
- Abi Ofarim †
- Esther Ofarim
- Okko, Londzo, Berry, Chris und Timpe
- Oktoberklub
- Olaf der Flipper → Olaf Malolepski
- Nick Oliver → Nikolaus Kalita
- Géraldine Olivier
- Peter Orloff
- Willi Ostermann †
- Hazy Osterwald †
- Carlos Otero †
- Kerstin Ott
- DJ Ötzi

## P
- Max Pallenberg †
- Paola → Paola Felix
- Teddy Parker †
- Jean-Claude Pascal †
- Petra Pascal
- René Pascal
- Rita Paul †
- Ralf Paulsen †
- Rita Pavone
- Die Peanuts †
- Anni Perka
- Doro Pesch
- Peter, Sue & Marc
- Ingrid Peters
- Stefan Peters
- Tim Peters
- Ralf Petersen †
- Jenny Petra †
- Peter Petrel
- Achim Petry
- Brigitt Petry †
- Wolfgang Petry
- Ursula Peysang †
- Phil & John
- Mara Philip
- Eric Philippi
- Sylvia Poluxis
- Pompelia
- Edina Pop
- Gavin du Porter
- Maria Prado
- Paul Preil †
- Hannes Priesterjahn
- Petra Prinz †
- Edith Prock
- Karin Prohaska
- Michaela Prunerova
- Puhdys
- Caro Pukke †
- Pussycat

## Q
- Benny Quick †
- Freddy Quinn

## R
- Max Raabe
- Petar Radenković
- Die Räuber
- Mady Rahl †
- Die Rainbows
- Pete Rainford
- Tina Rainford †
- Dunja Rajter
- Ramona
- Bill Ramsey †
- De Randfichten
- Madlen Rausch
- Rave Club
- Fred Raymond †
- Rebekka
- Ivan Rebroff †
- Achim Reichel
- Julian Reim
- Marie Reim
- Matthias Reim
- Michael Reincke
- Michael Reinecke †
- Kristin Rempt
- Ulrik Remy †
- Jürgen Renfordt
- Heike Renner
- Frank Rennicke
- Rentnerband
- Otto Reutter †
- Revierexpress
- Rheingold
- Cliff Richard
- Ilja Richter
- Mady Riehl
- Norbert Rier
- Tina Rinalda
- Miguel Ríos
- The Rivets
- Die Rixdorfer Sänger
- Chris Roberts †
- Ivo Robić †
- Rosanna Rocci
- Rudolf Rock & die Schocker
- Marika Rökk †
- Ronny †
- Mary Roos
- Randolph Rose
- Ramon Roselly
- Willy Rosen †
- Marianne Rosenberg
- Rosenstolz
- Ulrich Roski †
- Semino Rossi
- Rosy und Rüdy
- Rosy-Singers
- Roter Mund
- Fritz Rotter †
- Demis Roussos †
- Jeanne de Roy
- Boris Rubaschkin †
- Peter Rubin

- Gaby Rückert
- Heinz Rühmann †
- Barbara Ruskin

## S
- Sabrina → Emy Cesaroni
- Safiya
- Toni Sailer †
- Saltatio Mortis
- Billy Sanders †
- Lisa Salzer
- Rita Sandor
- Sandra und Andres †
- Sandro
- Véronique Sanson
- Sarah-Stephanie → Stephanie
- Oswald Sattler
- Wolfgang Sauer †
- Heike Schäfer
- Christian Schafrik †
- Michael Schanze
- Walter Scheel †
- Hans Scheibner †
- Heinz Schenk †
- Illo Schieder †
- Kathrin Schirmer †
- Die Schlagerpiloten
- Sonja Schmidt
- Schmitti
- Jupp Schmitz †
- Vera Schneidenbach
- Manfred Schnelldorfer
- Schobert und Black, Schobert †
- Frank Schöbel
- Kornelia Scholz †
- Karl Schranz
- Bianca Schomburg
- Susan Schubert
- Friedrich Schütter †
- Hartmut Schulze-Gerlach
- Theo Schumann Combo
- Rudi Schuricke †
- Friedrich Schwarz †
- Walter Andreas Schwarz †
- Ulli Schwinge
- The Searchers
- Peter Sebastian
- Carl Sempfft
- Séverine
- Helen Shapiro
- Sandie Shaw
- Ricky Shayne †
- Ireen Sheer
- Mort Shuman †
- Sibylle
- Walter Sieben
- Ralph Siegel
- Florian Silbereisen
- Erik Silvester †
- Pat Simon
- Tina Simon (Bettina)
- Simone → Simone Stelzer
- Edward Simoni
- Hein Simons
- Skalden
- Skandias
- Anita Skorgan
- Jantje Smit
- Sœur Sourire †
- Bobby Solo
- Elke Sommer
- Klaus Sommer †
- Mal Sondock †
- Sonnie
- Speelwark
- The Spencer Davis Group
- Diana Sorbello
- Soulful Dynamics
- Bernd Spier †
- Margit Sponheimer
- André Stade
- Kurt Stadel †
- Ernst Stankovski †
- Christin Stark
- Die Stefanos
- Arno Steffen
- Peter Steffen †
- Ekkehard Stein
- Michael Stein †
- Simone Stelzer
- Stephanie
- Nina Stern
- Pat und Tina Stern
- Stern Meißen
- Die Sterne
- Die Sternthaler
- Andre Steyer
- Robert Stolz †
- Stone und Stone
- Stefan Stoppok
- Heike Strobel
- Heidi Stroh
- Stephan Sulke
- Sürpriz
- Susanna
- Dieter Süverkrüp †
- Suzie †
- Swingle Singers
- Swiss Union → Peter, Sue & Marc

## T
- Tahiti-Tamourés
- Tante Emma
- Team 5ünf
- Johnny Tame †
- Die Teddies
- Oliver Thomas
- Holger Thomas
- Regina Thoss
- Tielman Brothers
- Time to Time
- Timmy
- Toby
- Pilar Tomas
- Tonia
- Tony
- Torfrock
- Vico Torriani †
- Tim Toupet
- Trio
- Truck Stop
- Peter Tschernig †

## U
- Siegfried Uhlenbrock †
- Uschi → Ursula Peysang †

## V
- Vader Abraham †
- Lena Valaitis
- Jean-Pierre Valance → Jürgen Dönges †
- Caterina Valente †
- Henry Valentino → Hans Blum †
- Conny Vandenbos †
- Grit van Hoog
- Herman van Veen
- Verena & Nadine
- Maria Voskania
- Monika Voss
- VoXXclub
- Vreni und Rudi
- Sylvia Vrethammar
- Vulkan

## W
- Roland W. †
- Bärbel Wachholz †
- Peter Wackel
- Hannes Wader
- Vera Wälle
- Stefan Waggershausen
- Sandy Wagner
- Lizzi Waldmüller †
- Claire Waldoff †
- Jürgen Walter
- Wanda
- Waterloo & Robinson
- Bettina Wegner
- Benny de Weille †
- Henk Weingard (Henk Wijngaard)
- Heidelinde Weis †
- Tony Weller → Walter Sieben
- Gottlieb Wendehals → Werner Böhm †
- Gerhard Wendland †
- Michael Wendler
- Juliane Werding
- Stefanie Werger
- Ilse Werner †
- Ingrid Werner †
- Margot Werner †
- Pe Werner
- Nina Westen → Ingrid Werner †
- Chris White
- Jack White
- Roger Whittaker †
- Angela Wiedl
- Franziska Wiese
- Ulla Wiesner
- Gunnar Wiklund †
- Laura Wilde
- Wildecker Herzbuben
- Willem †
- Christa Williams †
- Owen Williams
- Wilma
- Wind
- Witthüser & Westrupp, Bernd Witthüser †
- Anna-Carina Woitschack
- Lars Wolf
- Chris Wolff
- Wolfgang
- Wolkenfrei
- Ramona Wulf
- Wum

## X
- Xanadu

## Y
- Tina York
- Yovanna

## Z
- Frank Zander
- Andreas Zaron
- Helga Zerrenz †
- Anna-Maria Zimmermann
- Zlatko
- Ben Zucker
- Sarah Zucker
- Rolf Zuckowski
- Zupfgeigenhansel
- 2 plus 1